# Tom Jones (román)
Tom Jones: příběh nalezence, zkráceně jen Tom Jones (1749, The History of Tom Jones, a Foundling ) je román anglického osvícenského spisovatele Henryho Fieldinga, považovaný za jeho vrcholné dílo. Po svém vydání se okamžitě stal bestsellerem a dočkal se již v prvním roce čtyř vydání.
Na jeho vznik měly vliv nejen politické události v Anglii, ale také smrt Fieldingovy manželky. Titulní hrdina románu má proto částečně autobiografické rysy a v postavě jeho milé zobrazil autor svou zemřelou ženu.

## Charakteristika románu

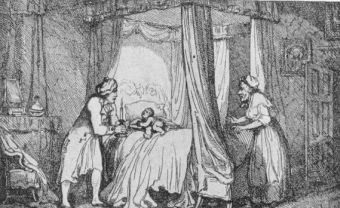
Nalezení Toma Jonese v posteli pana Allworthyho, ilustrace z roku 1749

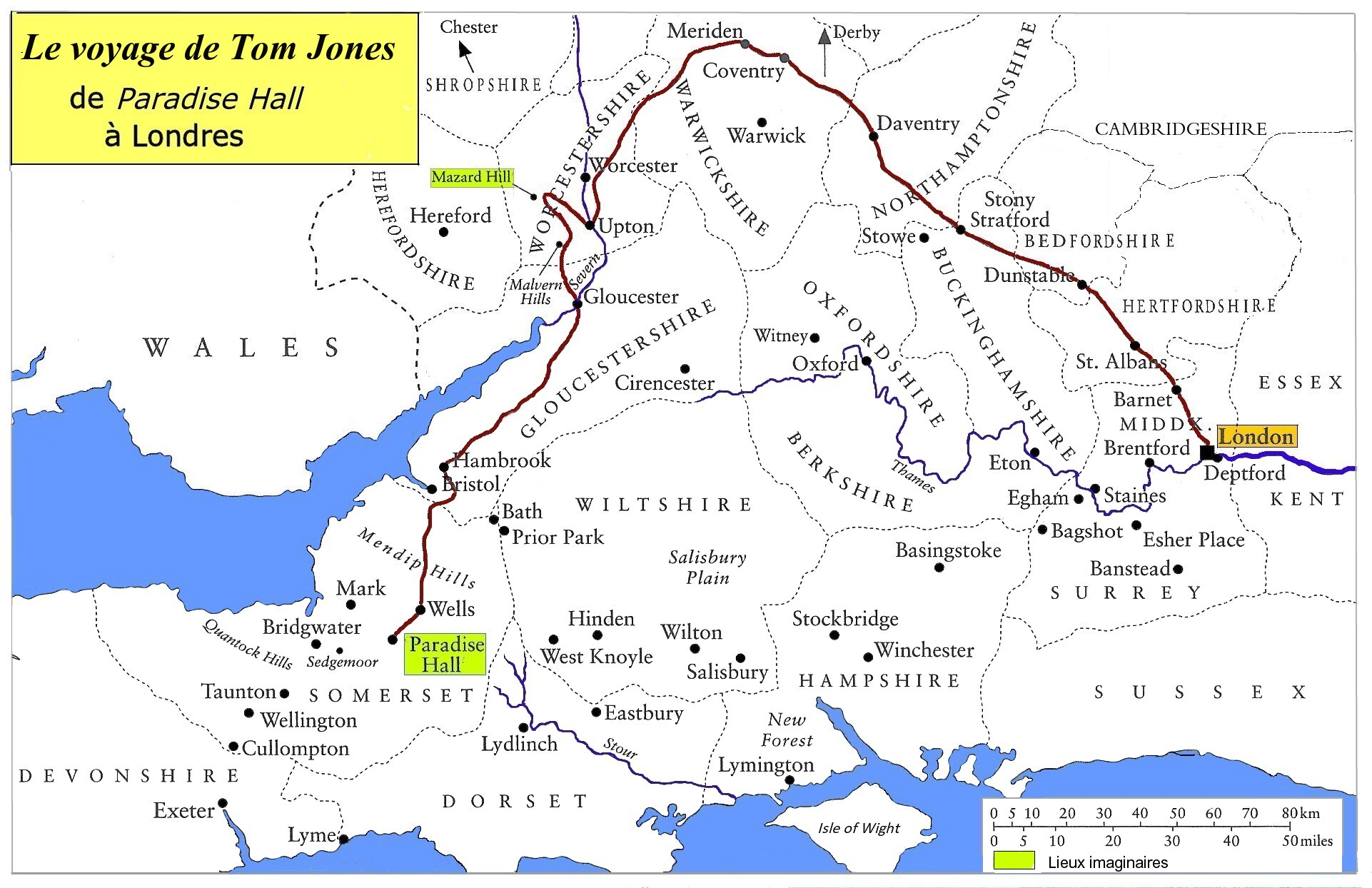
Cesta Toma Jonese ze Somersetshire do Londýna

Román je naplněním Fieldingovy koncepce „komického eposu v próze“ v níž je hrdinství morálním postojem a ne jen statečným činem a v popisu lidských slabosti převažuje laskavý humor nad satirou a ironií. Těžištěm děje je pikareskní cesta hlavního hrdiny do Londýna na pozadí nedávno poraženého jakobitského povstání z roku 1745. Na tomto základě román zobrazuje široké panoráma anglického života 18. století i s jeho morálními a sociálními problémy, a to jak na venkově, tak i ve velkoměstě, které je v závěru doplněno odsouzením londýnské aristokracie a vyzdvižením ctností nastupujícího měšťanstva. Román má dokonalou uměleckou strukturu, ve které Fielding skloubil kompoziční principy klasického eposu s dějovými principy dramatu. Je v něm jasně odlišeno autorské vyprávění, vyznačující se jemně ironickým odstupem od děje, a jazyk postav, které mluví podle svého společenského postavení.

## Obsah románu
Na začátku románu nalezne pan Allworthy, dobrotivý venkovský šlechtic ze Somersetshire, ve své posteli novorozeně nejasného původu, jehož matkou je údajně dívka Jenny Jonesová. Allworty jí slíbí, že se o dítě postará, přemístí ji na místo, kde o jejím prohřešku nevědí, dítě pojmenuje Tom Jones a požádá svou sestru Brigitu, aby jej vychovávala ve své domácnosti. Za údajného otce Toma je označen učitel Patridge, u kterého Jenny sloužila. Ačkoliv to Patridge popírá, Allworthy jej zbaví úřadu a on po brzké smrti své ženy odejde z kraje.
Brigita má k chlapci vřelý vztah i poté, co se vdá za kapitána Blifila, který doufá, že Allworthy brzy zemře a jeho žena zdědí bratrovo bohatství. Z manželství se narodí syn, který je vychováván společně s Tomem. Kapitána Blifila ranní mrtvice a zemře.

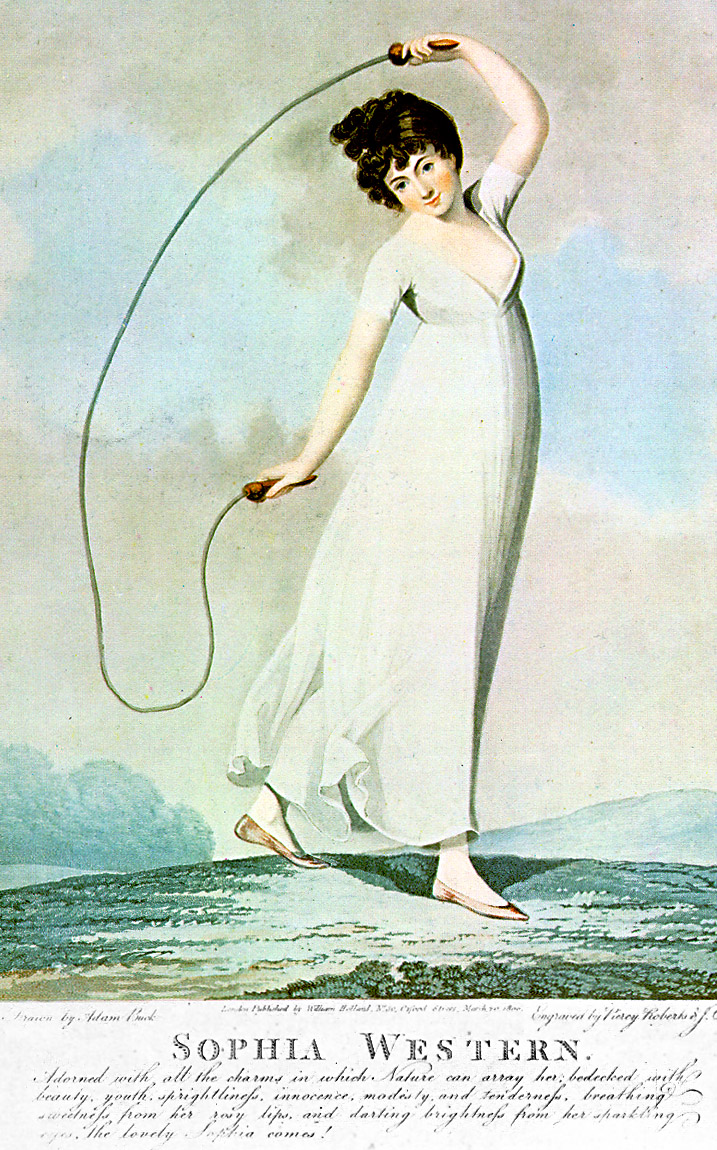
Žofie Westernová, ilustrace z roku 1800

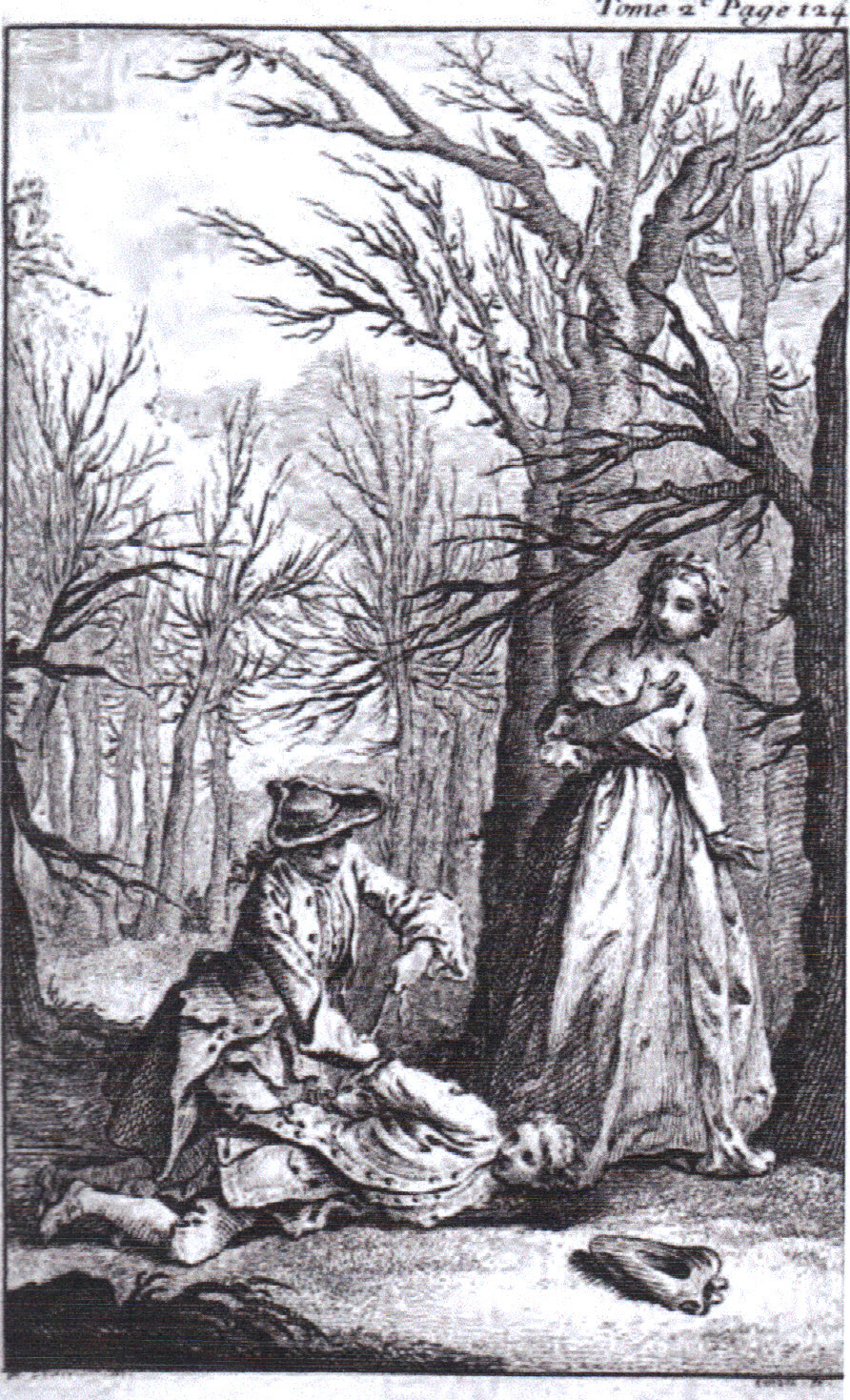
Tom Jones zachraňuje paní Watersovou, ilustrace z toku 1750

Tom je trochu divoký a rozpustilý, ale zároveň dobrosrdečný, zatímco z mladého Blifila roste pokrytecký pletichář. Přesto Blifilovi pro jeho šlechtický původ straní domácí učitelé i všichni okolní příslušnici vysoké společnosti. Z Toma vyroste pohledný a velkorysý mladý muž. Dělá mnoho laskavých a nezištných činů, ale bohužel mu chybí úsudek a jeho laskavost často překročí meze zákona. Byl již usvědčen z několika loupeží, které byly vyvolány snahou pomoci zbídačeným lidem. Jeho zájem o něžné pohlaví jej také přivádí do řady choulostivých situací. O místní krásce Molly byl přesvědčen, že jej miluje, a když otěhotněla, chtěl si ji vzít. Brzy se však přesvědčil, že otcem dítěte je s největší pravděpodobností někdo jiný, a že Molly provozuje nejstarší ženské řemeslo. Následně se Tom zamiluje do Žofie, dcery sousedního barona Westerna, která jeho lásku opětuje. Protože je však nalezenec, Žofiin otec i pan Allworthy s jejich láskou nesouhlasí.
Když pan Allworthy onemocní a je přesvědčen, že umírá, odkazuje značnou část svého bohatství Tomovi, což se Blifilovi nelíbí. Tom se o dědictví nijak nestará, protože se o Allworthyho život obává. Když se dozví, že se Allworthyho zdraví lepší a že neumře, z radosti se opije. Toho využije Blifil a řekne panu Allworthymu, že Tom věřil, že má zemřít a oslavoval své blížící se dědictví. Zklamaný Allworthy pak Toma vyžene. Protože pan Western chce, aby se Žofie provdala za Blifila, čímž by se oba majetky spojily v jeden, prchne Žofie z domova do Londýna ke své příbuzné lady Bellastonové.
Tom se nejprve rozhodne, že odejde na moře, pak stráví chvíli mezi vojáky a pak se vydá na cestu do Londýna. Během své cesty zažije další řadu různých příhod a dobrodružství. Setká se se svým údajným otcem Patridgem a zachrání jednu ženu při přepadení v lese. Žena se jmenuje paní Watersová a v hostinci, kde se všichni ubytují, Toma svede. Žofie a její služebná dorazí do stejného hostince a Partridge jí nevědomky odhalí vztah mezi Tomem a paní Watersovou. Žofie odjíždí a Tom se vydá za ní.
V Londýně se Tom po nepříjemném souboji dostane do vězení, protože svého protivníka údajně smrtelně zranil. Ve vězení se dozví, že paní Watersová je ve skutečnosti Jenny Jonesová, a domnívá se, že spáchal krvesmilstvo. Brzy se však ke svému ulehčení také dozví, že jeho skutečnou matkou je sestra pana Allworthyho Brigita, která Jenny podplatila, aby dítě vydávala za své. Tom je tedy synovcem pana Allworthyho a bratrem Blifila.
Zranění Tomova soupeře v souboji naštěstí smrtelné nebylo a Tom je propuštěn. Pan Allworthy se dozví, že Toma nespravedlivě očernil Blifil a ponechá Tomovi veškeré dědictví. Také baron Western mění své rozhodnutí a místo Blifila chce přijmout za svého zetě Toma. Žofie k tomu dává souhlas, a tak se koná svatba. Po svatbě se novomanželé i se svými příbuznými a Tomovými novými přáteli vracejí zpátky na venkov.

## Adaptace

### Hudba

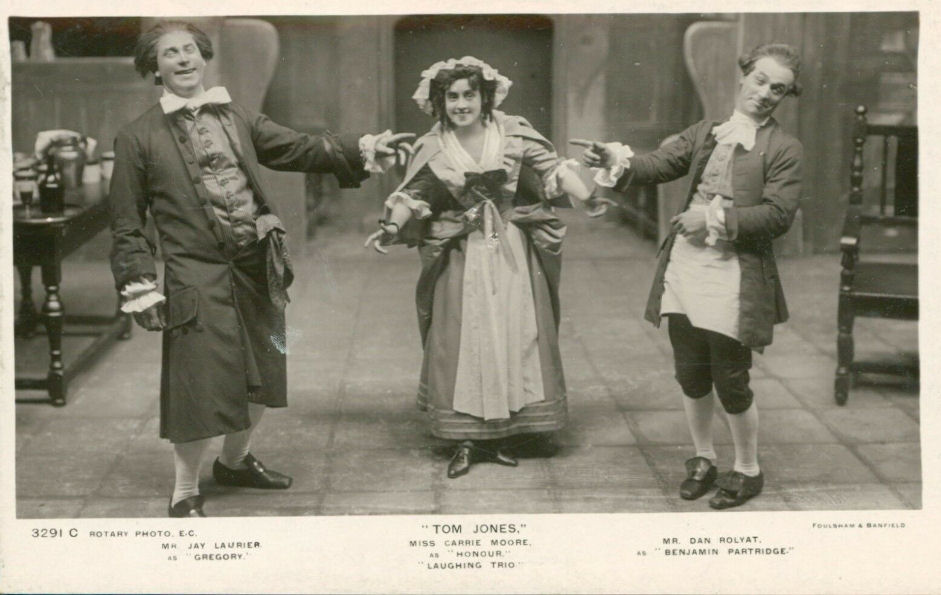
Scéna z opery Tom Jones (1907) od Edwarda Germana

- Tom Jones (1765), opera francouzského skladatele Françoise-Andrého Danicana Philidora.[4]
- Tom Jones (1907), opera anglického skladatele Edwarda Germana.[5]
- Tom Jones (1975), opera anglického skladatele Stephena Olivera.[6]
- What's New Pussycat? (2020), jukeboxový muzikál podle Fieldingova románu Tom Jones založený na písních zpěváka Toma Jonese a dějově posunutý do 60. let 20. století.[7]

### Film a televize
- Tom Jones (1917), britský němý film, režie Edwin J. Collins.
- Tom Jones (1960), italský třídílný televizní film, režie Eros Macchi.
- Tom Jones (1963), britský film, scénář John Osborne, režie Tony Richardson, v hlavní roli Albert Finney.
- The Bawdy Adventures of Tom Jones (1976, Košilatá dobrodružství Toma Jonese), britský film, režie Cliff Owen.
- Tom Jones (1996), švédský televizní film.
- The History of Tom Jones, a Foundling (1997, Tom Jones. Příběh nalezence), britský televizní seriál, režie Metin Hüseyin.[8]

### Rozhlas
- Tom Jones (1995), Český rozhlas, dvanáctidílný rozhlasový seriál, překlad Eva Kondrysová, dramatizace František Pavlíček, režie Hana Kofránková, vypravěč Luděk Munzar, v hlavních rolích Otakar Brousek starší, Ivan Trojan, Daniela Kolářová, Eva Klepáčová a František Němec.[9]

## Česká vydání
- Tom Jones, čili, Příběhové nalezence, Praha: Theodor Mourek 1872, přeložil Primus Sobotka.
- Tom Jones: příběh nalezence, Praha: SNKLHU 1954, přeložil František Marek, znovu 1958.
- Tom Jones, Praha: Svoboda 1987, přeložila Eva Kondrysová, znovu Voznice: Leda a Praha: Rozmluvy 2009.
- Tom Jones, Praha: Dobrovský s.r.o. 2016, přeložil Primus Sobotka.